# أسماك الطعم

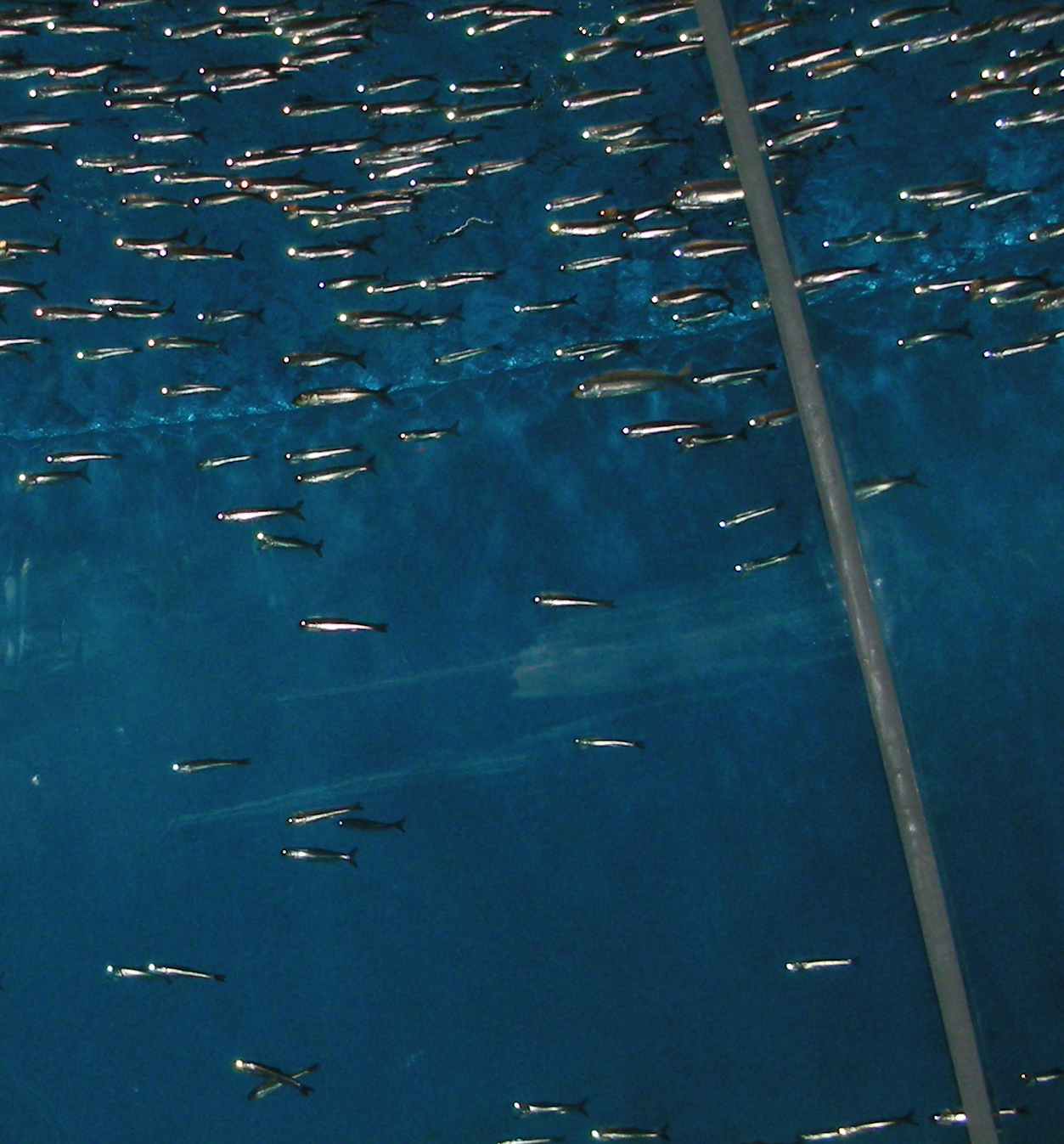
بلمية من أسماك الطعم الشائعة في المحيط

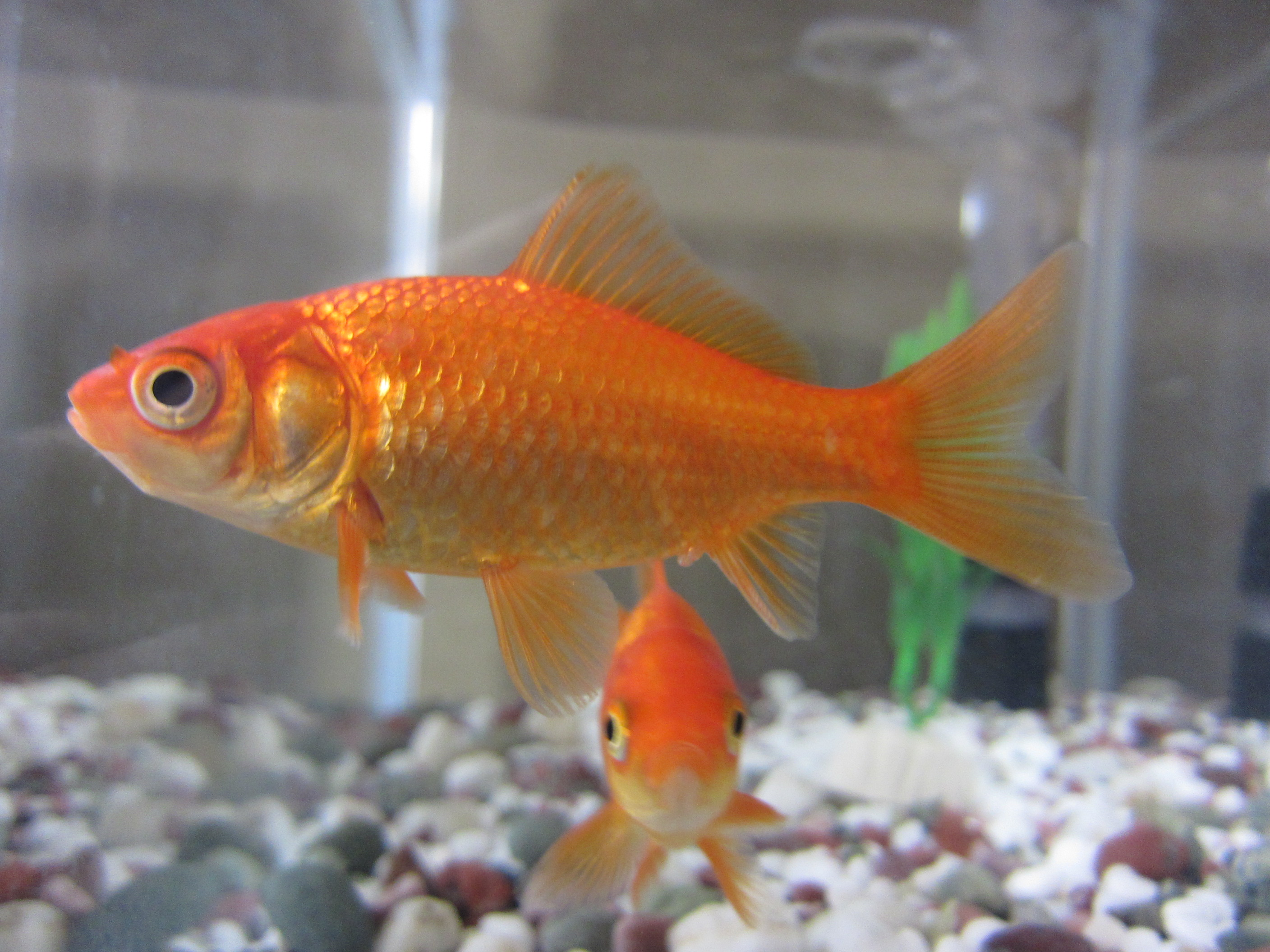
السمكة الذهبية من أسماك الطُعم الشائعة

أسماك الطعم هي أسماك صغيرة يتم صيدها لاستخدامها كطعم لجذب الأسماك المفترسة الكبيرة، وخاصة الأسماك التي يتم صيدها. عادةً ما تكون الأنواع المستخدمة هي الأنواع الشائعة والتي تتكاثر بسرعة، مما يجعلها سهلة.

## صناعة
توجد صناعة طُعم للأسماك في أمريكا الشمالية، تزود بشكل رئيسي الصيادين الترفيهيين، بقيمة تصل إلى مليار دولار كل عام.

## الإدارة والحفظ
غالبًا ما تكون أسماك الطعم عبارة عن تزاوج قصيرة العمر وتكاثرية. هذا يعني أن عددها يمكن أن يتقلب بسرعة. قد توجد لوائح لمنع الاستغلال المفرط، كما هو الحال في أركنساس وماساتشوستس. تراقب دراسات مصايد الأسماك ووكالات الحفظ صحة تجمعات أسماك الطعم، مما يسمح للحكومات الإقليمية بتحديد الحصص.